# John Cushnahan
John Cushnahan (* 23. Juli 1948 in Belfast) ist ein nordirischer Politiker.

## Leben
Cushnahan besuchte die St Mary’s Christian Brothers Grammar School und die Queen’s University Belfast. Nach dem Studium arbeitete er als Lehrer. Er schloss sich der Alliance Party of Northern Ireland an und war zunächst deren Generalsekretär von 1974 bis 1982 und von 1984 bis 1987 deren Vorsitzender. 1977 wurde er in den Belfast City Council gewählt und verblieb dort bis 1985. Seine Versuche, ab 1979 in das House of Commons für den Wahlkreis Down North einzuziehen, scheiterten.
1989 zog er nach Irland um und kandidierte dort für die Fine Gael bei der Wahl zum Europäischen Parlament im Wahlbezirk Munster. 2004 zog er sich aus der Politik zurück. 